# Gando

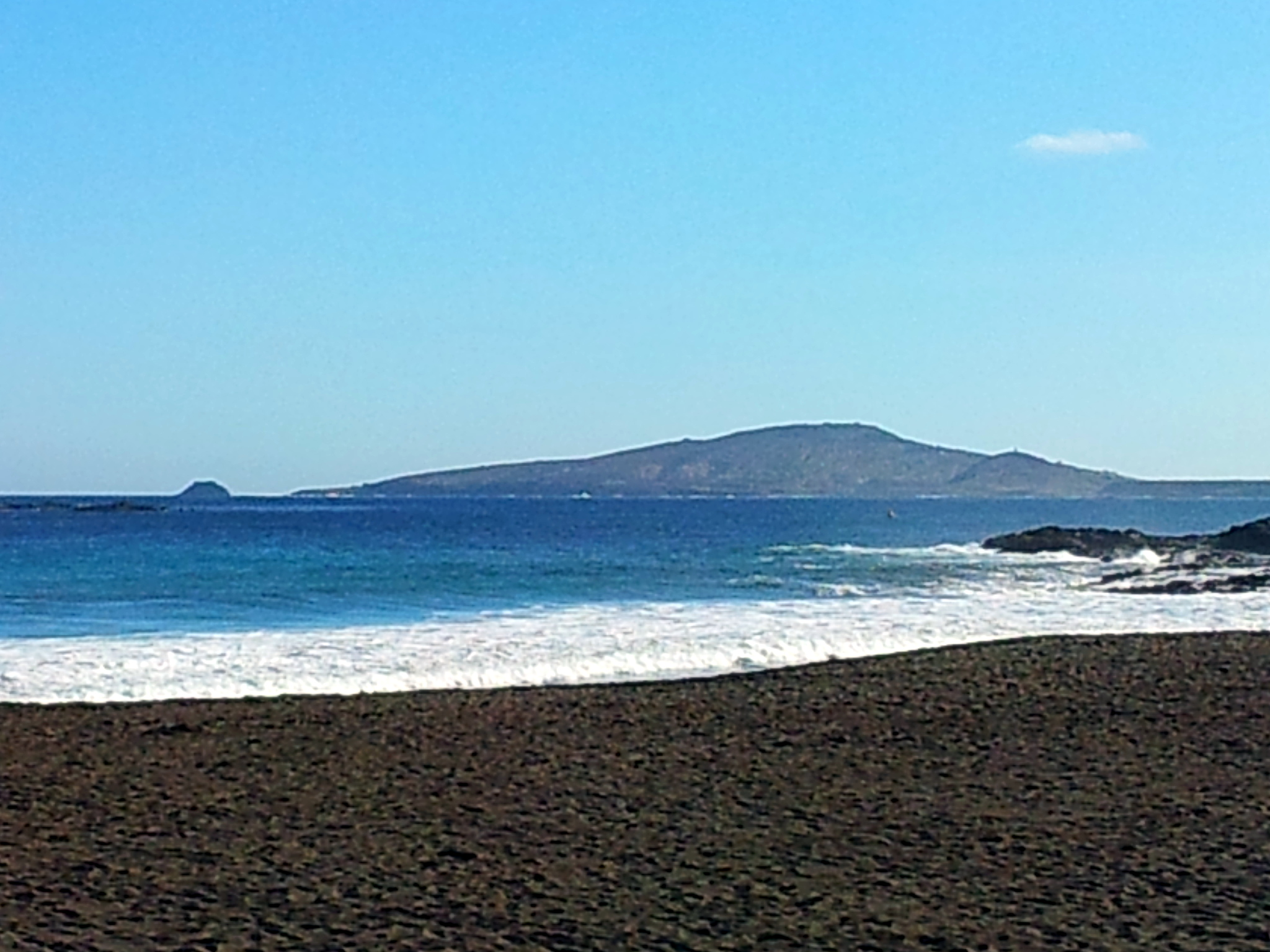

Gando és una petita península a l'est de l'illa de Gran Canària (Canàries, Espanya). En aquesta zona es troba l'Aeroport de Gran Canària, que té una zona militar i una altra civil. El recinte de l'antiga base aèria militar coincidia amb els límits d'un antic llatzaret, que fou construït a mitjans del segle xix per acollir els afectats d'una epidèmia de tuberculosi que infestà l'illa. 

Aquí si trobava la Torra de Gando (avui reconstruïda), al voltant d'aqui tingué lloc una batalla entre aborígens i conqueridors. 

El topònim original guanxe era A-gando, de possible significat el pou. Els lingüistes veuen connexions lèxiques amb un mot similar "Bir Gandus," en una de les llengües del Sàhara meridional.